# Magerrasen-Komplex am Mittelberg bei Frankenau
Magerrasen-Komplex am Mittelberg bei Frankenau este o arie protejată (arie specială de conservare — SAC, sit de importanță comunitară — SCI) din Germania întinsă pe o suprafață de 27,08 ha, integral pe uscat.

## Localizare
Centrul sitului Magerrasen-Komplex am Mittelberg bei Frankenau este situat la coordonatele 51°04′52″N 8°57′00″E / 51.0811°N 8.95°E.

## Înființare
Situl Magerrasen-Komplex am Mittelberg bei Frankenau a fost declarat sit de importanță comunitară în noiembrie 2004 pentru a proteja un număr necunoscut de specii din flora spontană și fauna sălbatică aflate în arealul zonei. Situl a fost protejat și ca arie specială de conservare în martie 2008.

## Biodiversitate
Situată în ecoregiunea continentală, aria protejată conține 2 habitate naturale: Formațiuni ierboase bogate în specii de Nardus, dezvoltate pe substraturi silicioase în zone montane (și în zone submontane, în Europa continentală), Păduri de fag Luzulo-Fagetum.
La baza desemnării sitului se află un număr nedeclarat de specii protejate.
Pe lângă speciile protejate, pe teritoriul sitului au mai fost identificate 1 specie de plante, 2 specii de nevertebrate.